# Đĩa than

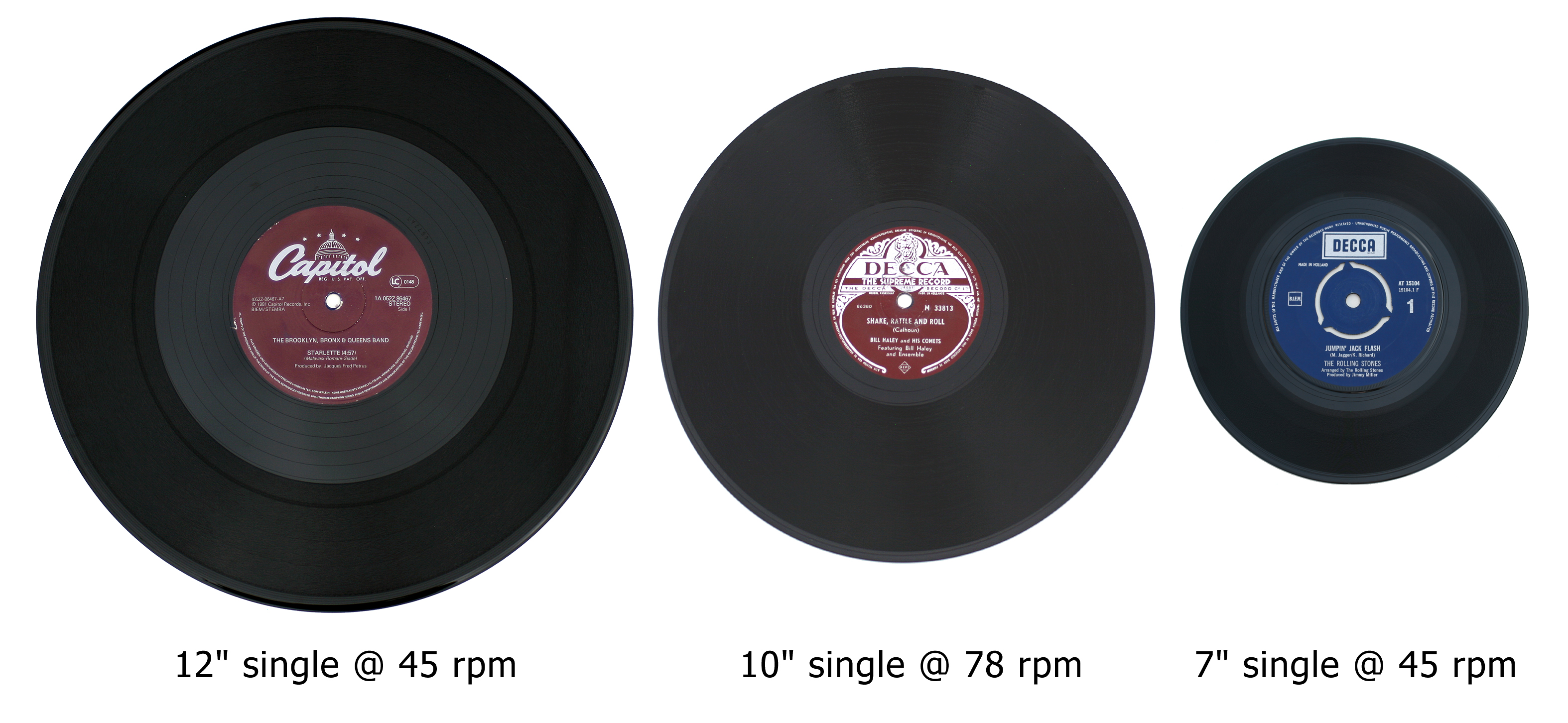
3 loại dĩa nhựa với kích thước khác nhau : 12 inch (45 vòng quay mỗi phút), 10 inch (78 vòng quay) và 7 inch (45 vòng quay)

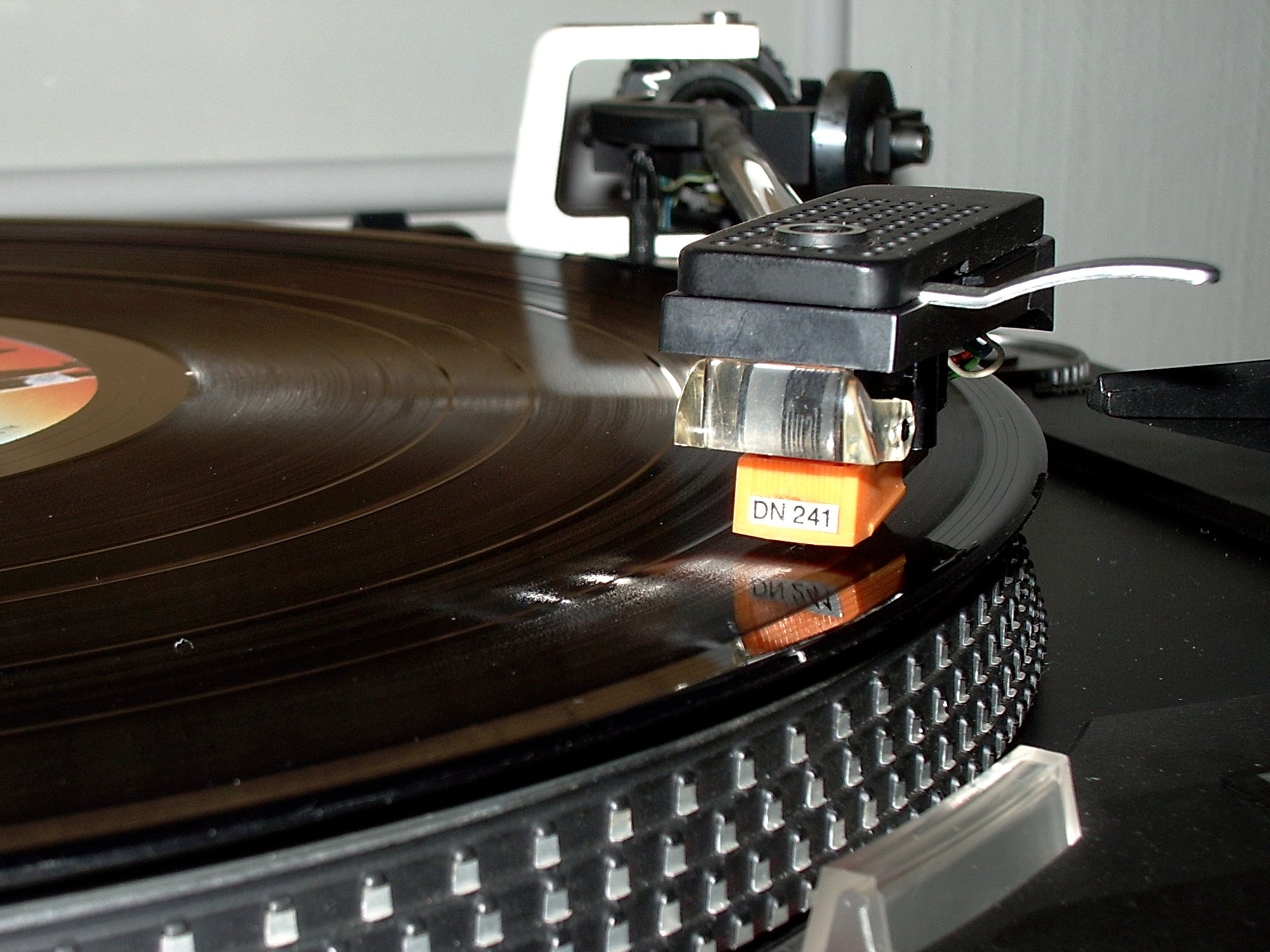
Bộ phận đọc rãnh âm thanh của máy quay đĩa Dual

Đĩa than hoặc Đĩa nhựa (tiếng Anh: gramophone, phonograph, vinyl, còn được gọi tắt là record) là một hình thức đồng bộ tín hiệu âm thanh vào lưu trữ dạng đĩa chất liệu Polyvinyl chloride (trước đây là sơn cánh kiến) và được ghi theo từng rãnh với độ dập nổi khác nhau. Các đường rãnh được đọc từ vòng lớn nhất cho tới tâm của chiếc đĩa. Đĩa than thường được phân loại theo đường kính, đo bằng đơn vị inch (12", 10", 7"), tốc độ quay (16⅔, 33⅓, 45, 78 vòng/phút) và độ dài tương ứng dung lượng (LP – long playing 33⅓ vòng/phút, SP – 78 vòng/phút, EP – 12" đĩa đơn hoặc extended play, 33 hoặc 45 vòng/phút); ngoài ra còn theo chất lượng âm thanh (high-fidelity, orthophonic, full-range, v.v.) và số lượng kênh âm thanh (mono, stereo, quad, v.v.).

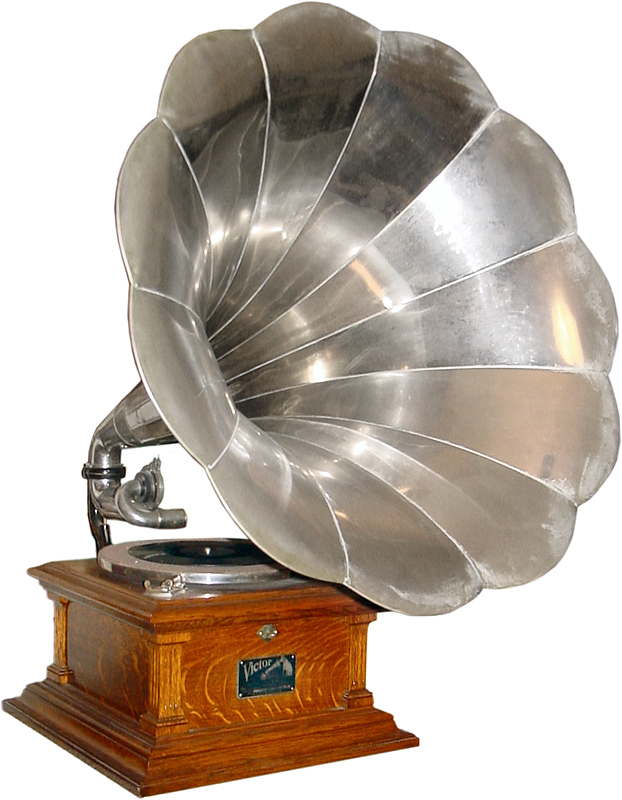
Máy quay đĩa Victor III (Gramophone) khoảng năm 1907

Đĩa than là lưu trữ âm thanh chính yếu cho tới tận cuối của thế kỷ 20, thay thế cho lưu trữ âm thanh dạng ống kể từ những năm 1920. Cho tới thập niên 1980, lưu trữ kỹ thuật số, đặc biệt với sự ra đời của CD, chiếm ưu thế trên thị trường, và đĩa than bớt xuất hiện kể từ năm 1991. Tuy nhiên, nó vẫn được sản xuất đều đặn trong thế kỷ 21. Năm 2009, 3,5 triệu đĩa than đã được tiêu thụ tại Mỹ, trong đó bao gồm 3,2 triệu album – con số kỷ lục tính từ năm 1998 chứng tỏ định dạng này vẫn có được chỗ đứng trên thị trường. Đĩa than chủ yếu được sử dụng bởi các DJ cũng như các đài phát thanh cho rất nhiều thể loại nhạc khác nhau.
Theo báo cáo của RIAA vào giữa năm 2020, doanh thu từ các hãng đĩa than lần đầu từ những năm 1980 vượt qua doanh thu của hãng đĩa CD.